# بيلاتوس للطائرات

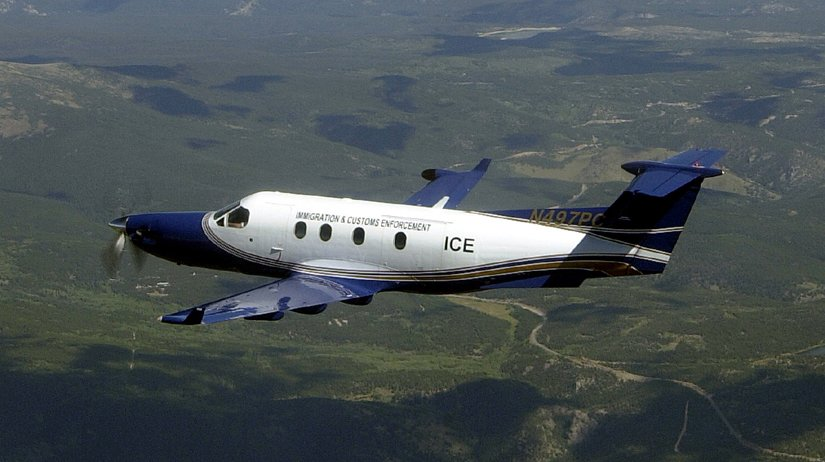
بيلاتوس PC-12 انجح طائرات الشركة.

بيلاتوس للطائرات (بالإنجليزية: Pilatus Aircraft)‏ هو صانع طائرات سويسري تقع مقراته بستانس ويشغل حوالي 1100 عامل وموظف. يعود اصل تسميته لوجود مصانع الشركة على سفح جبل بيلاتوس
بيلاتوس للطائرات تتميز بنماذج طائراتها ذات الدفع الاحادي المعدة للاستعمال التجاري وطيران الأعمال والترفيه.

## منتجات الشركة
- بيلاتوس بي سي-6
- بيلاتوس بي سي-7
- بيلاتوس PC9
- بيلاتوس PC12
- بيلاتوس بي سي-21
- بيلاتوس بي سي-24
- أنظمة التدريب

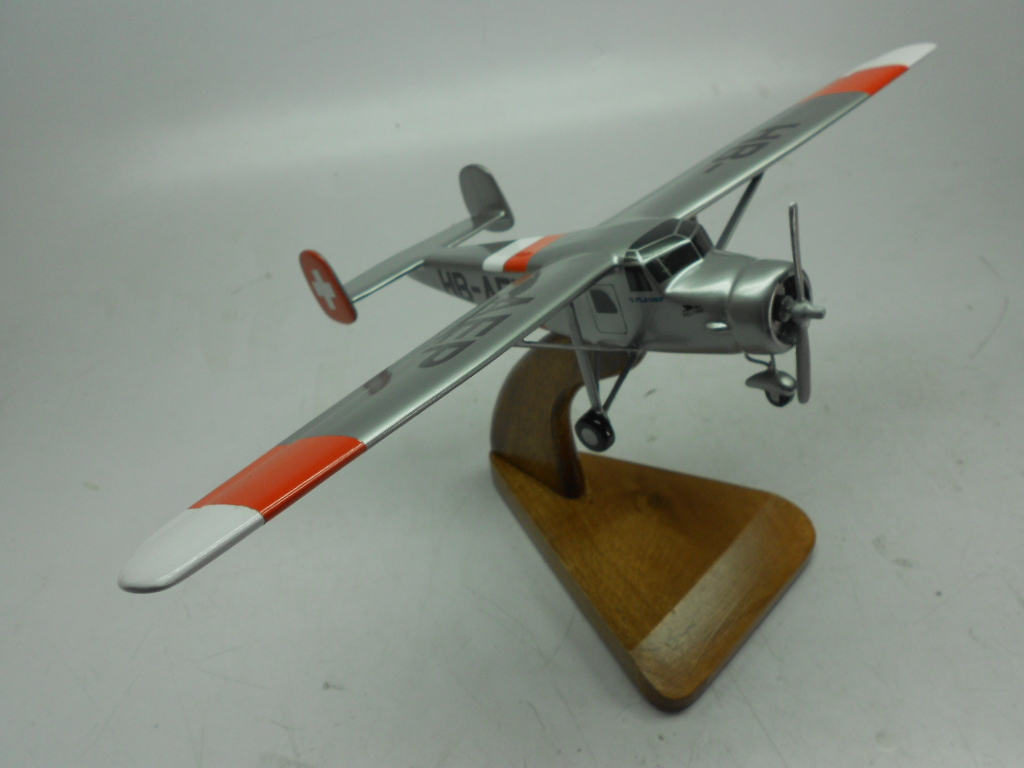
Pilatus SB-2 Pelican
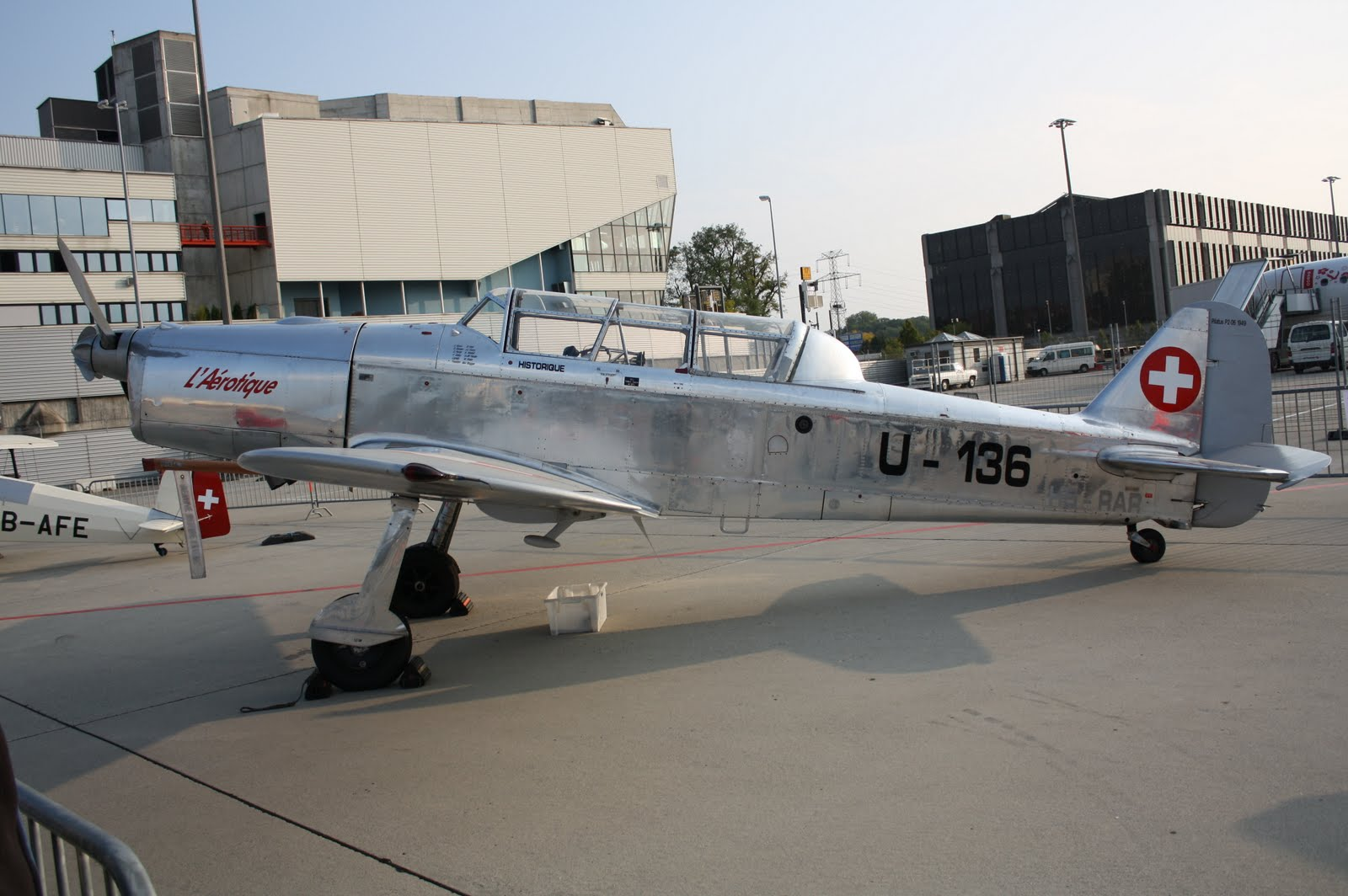
Pilatus P-2
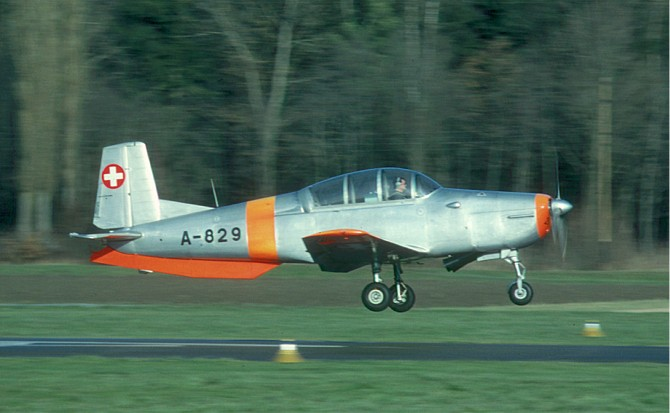
Pilatus P-3
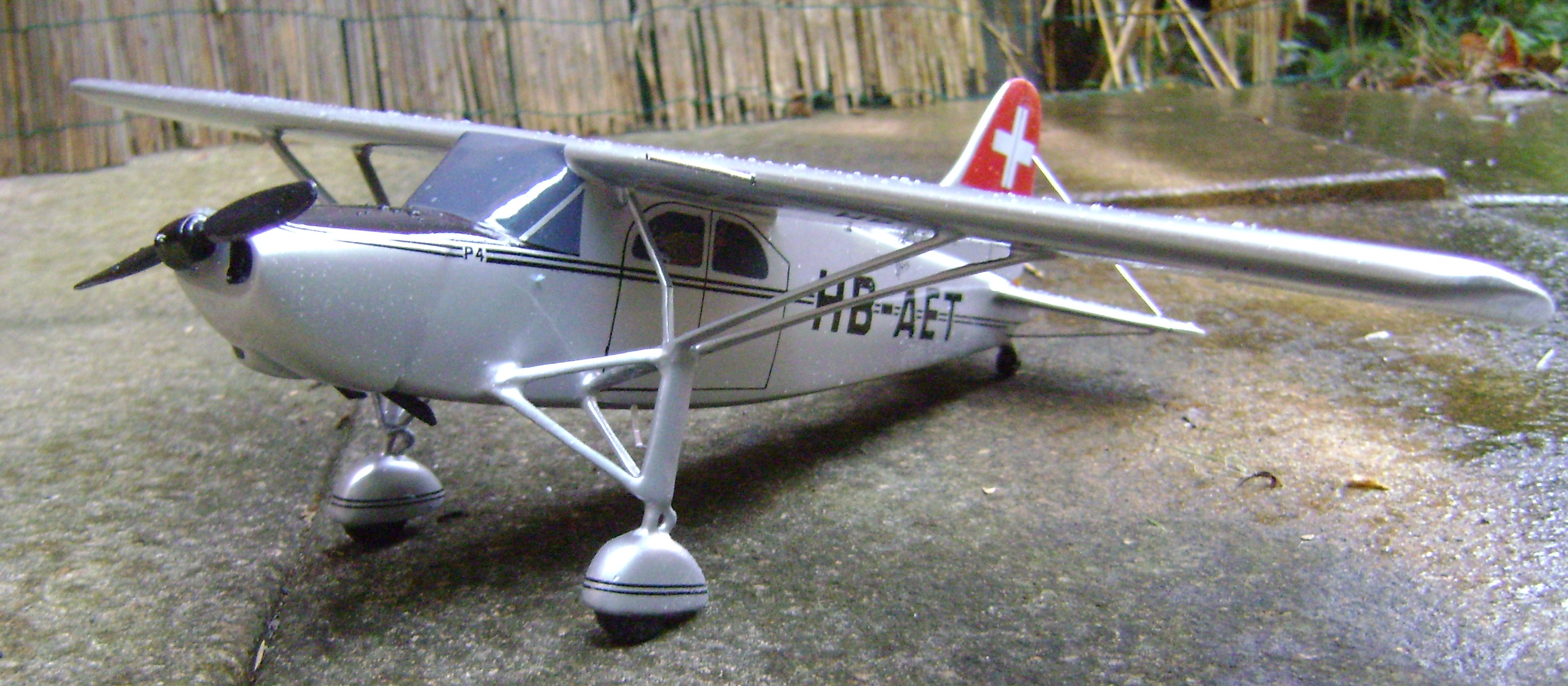
Pilatus P-4
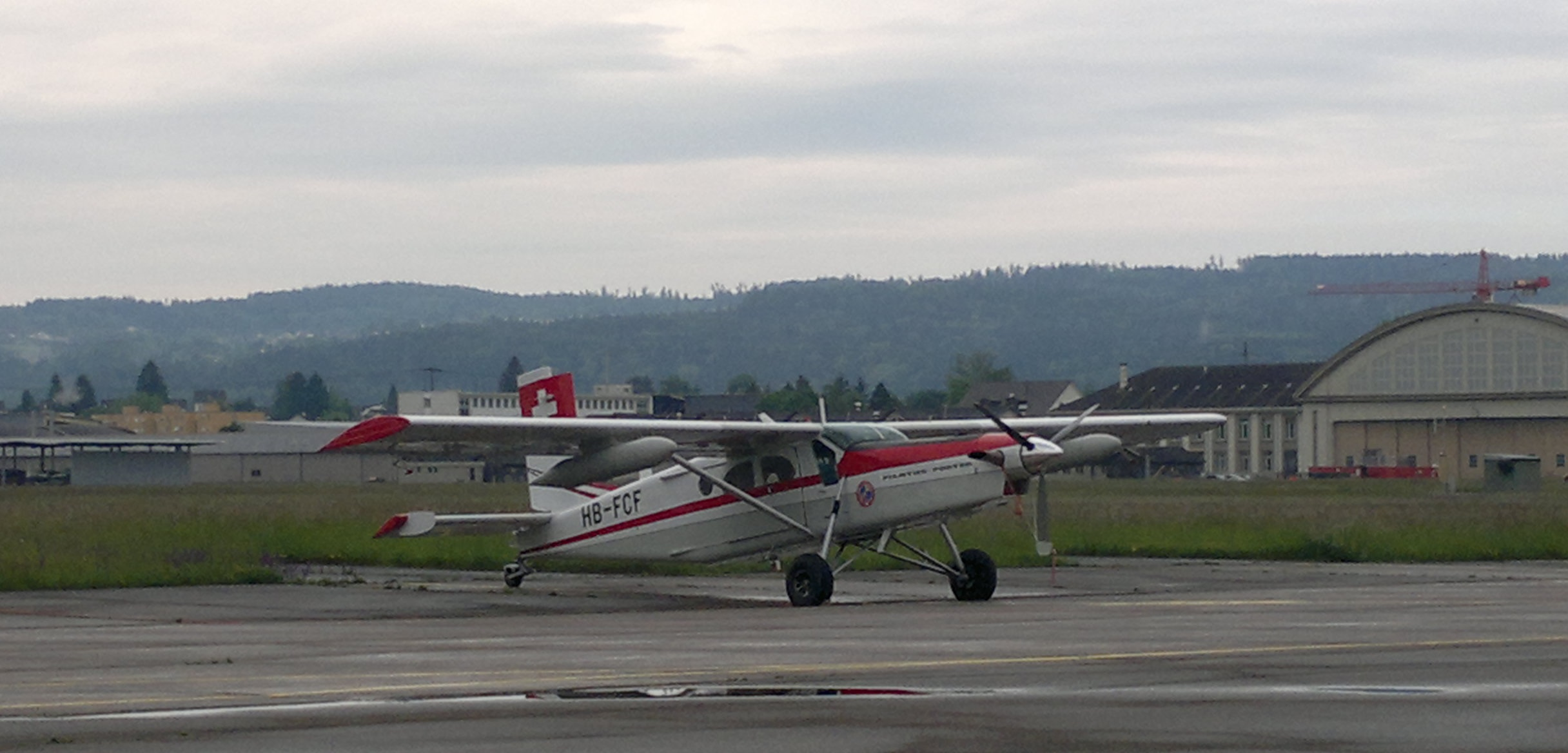
Pilatus PC-6
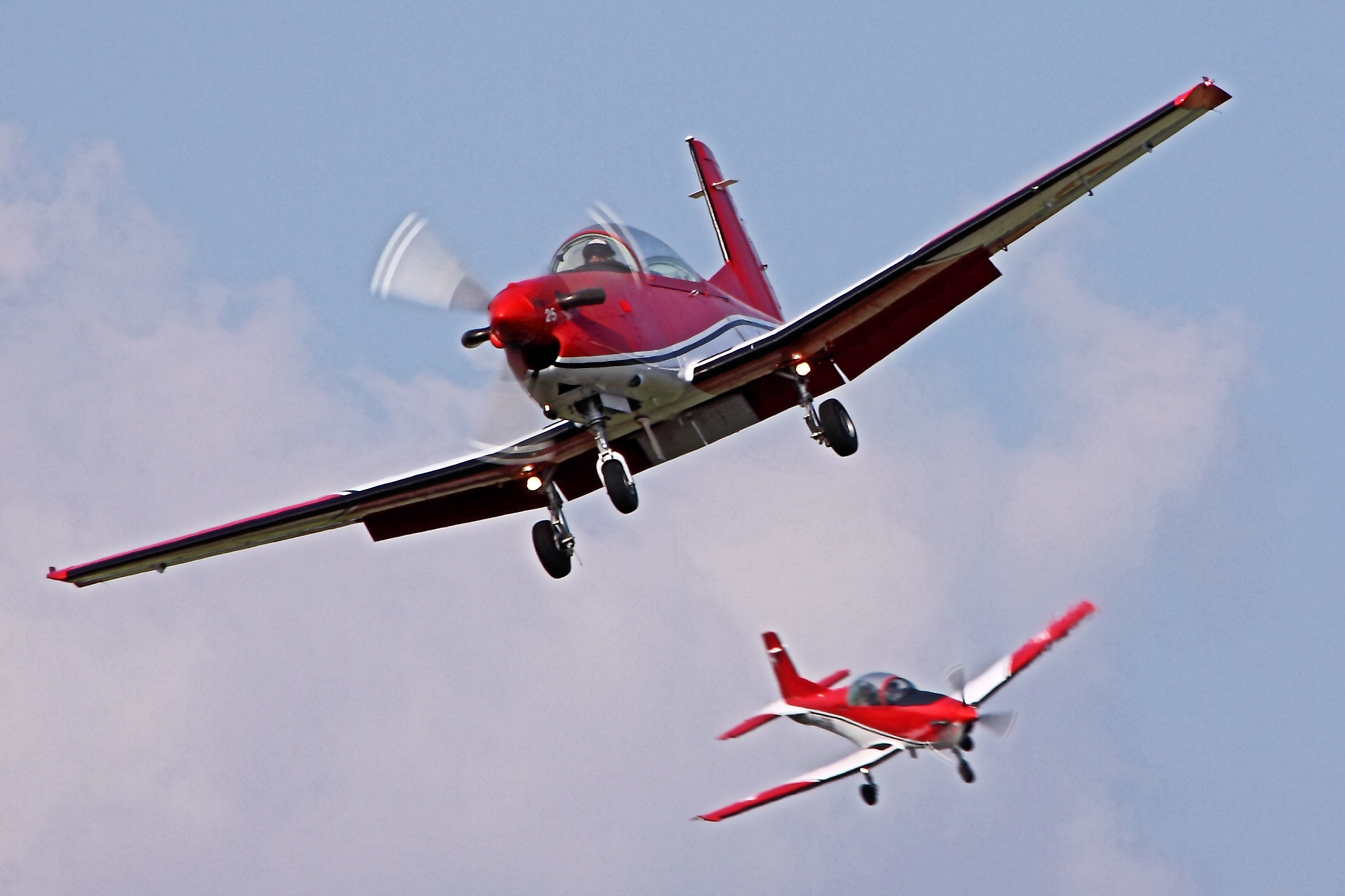
Pilatus PC-7
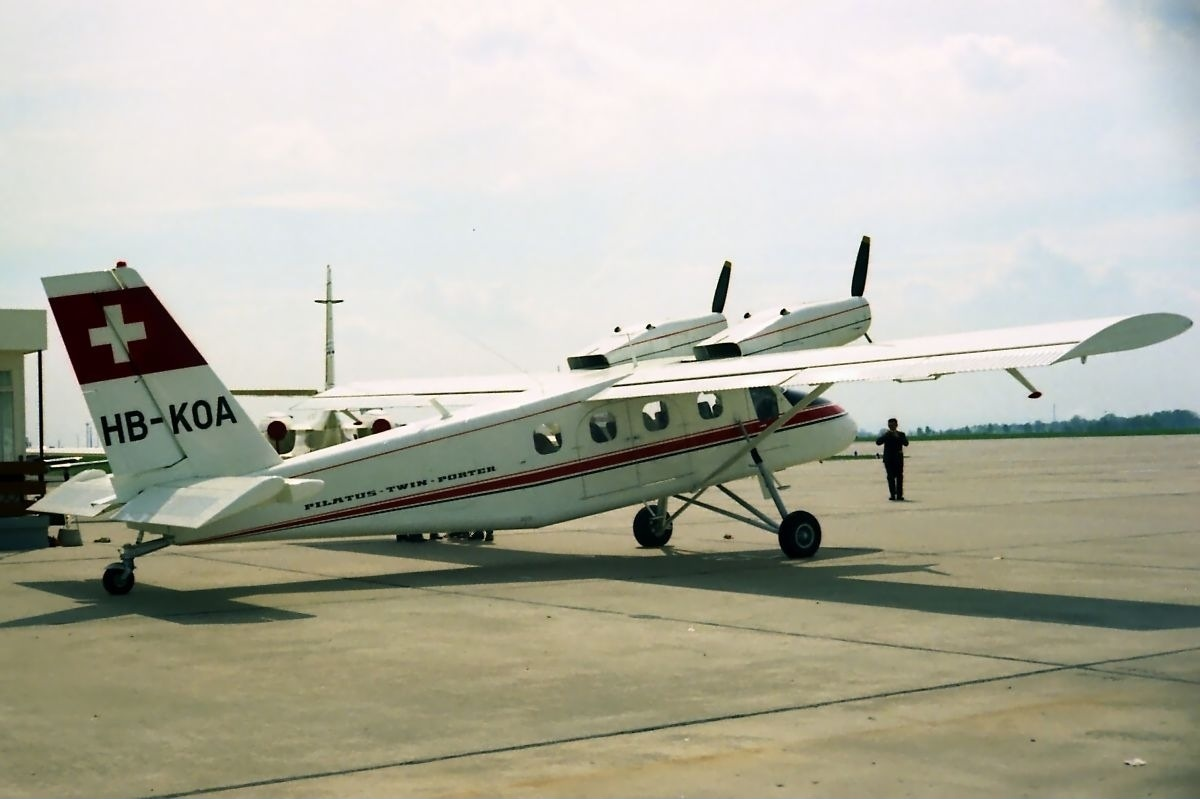
Pilatus PC-8D
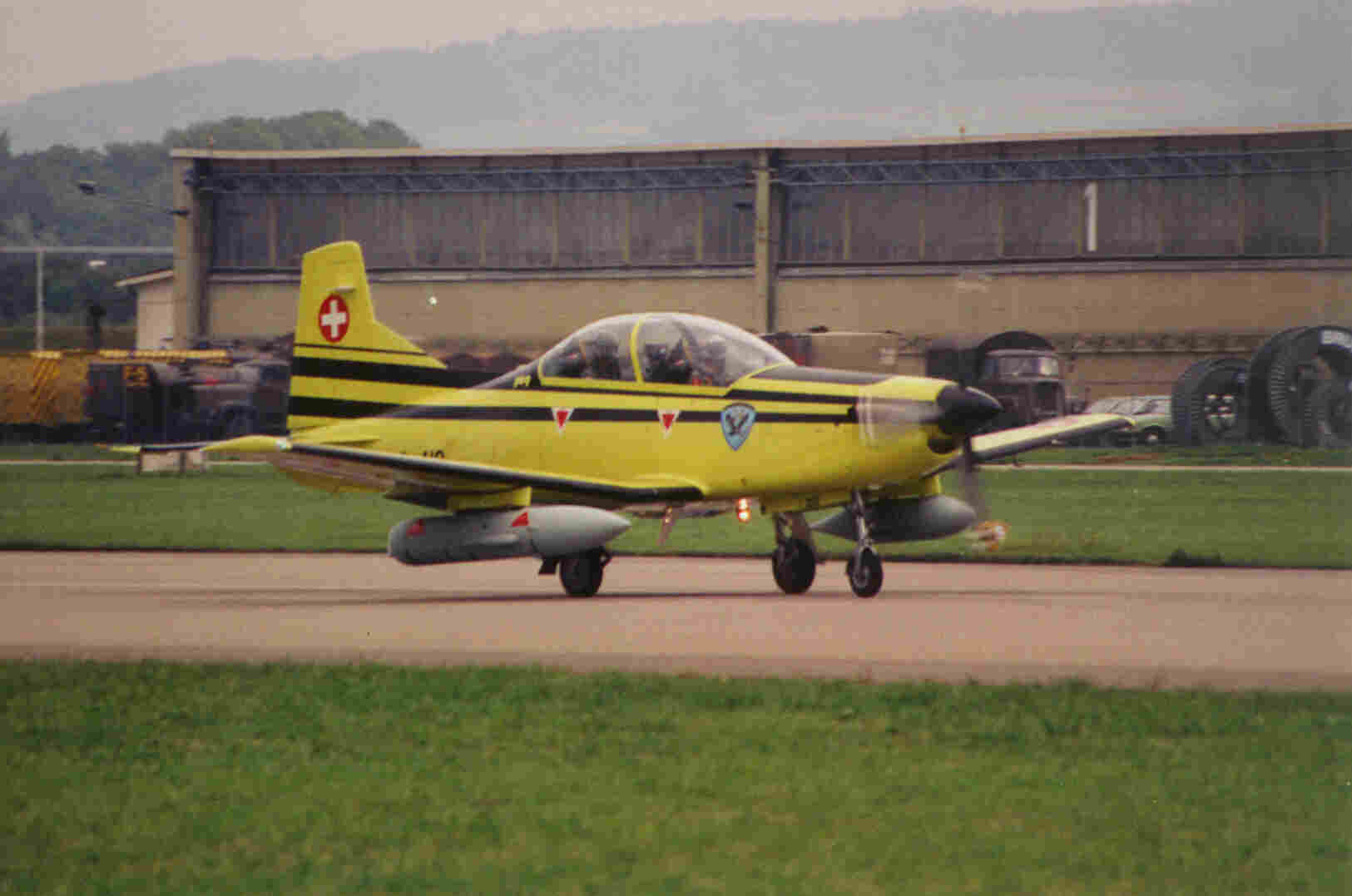
Pilatus PC-9
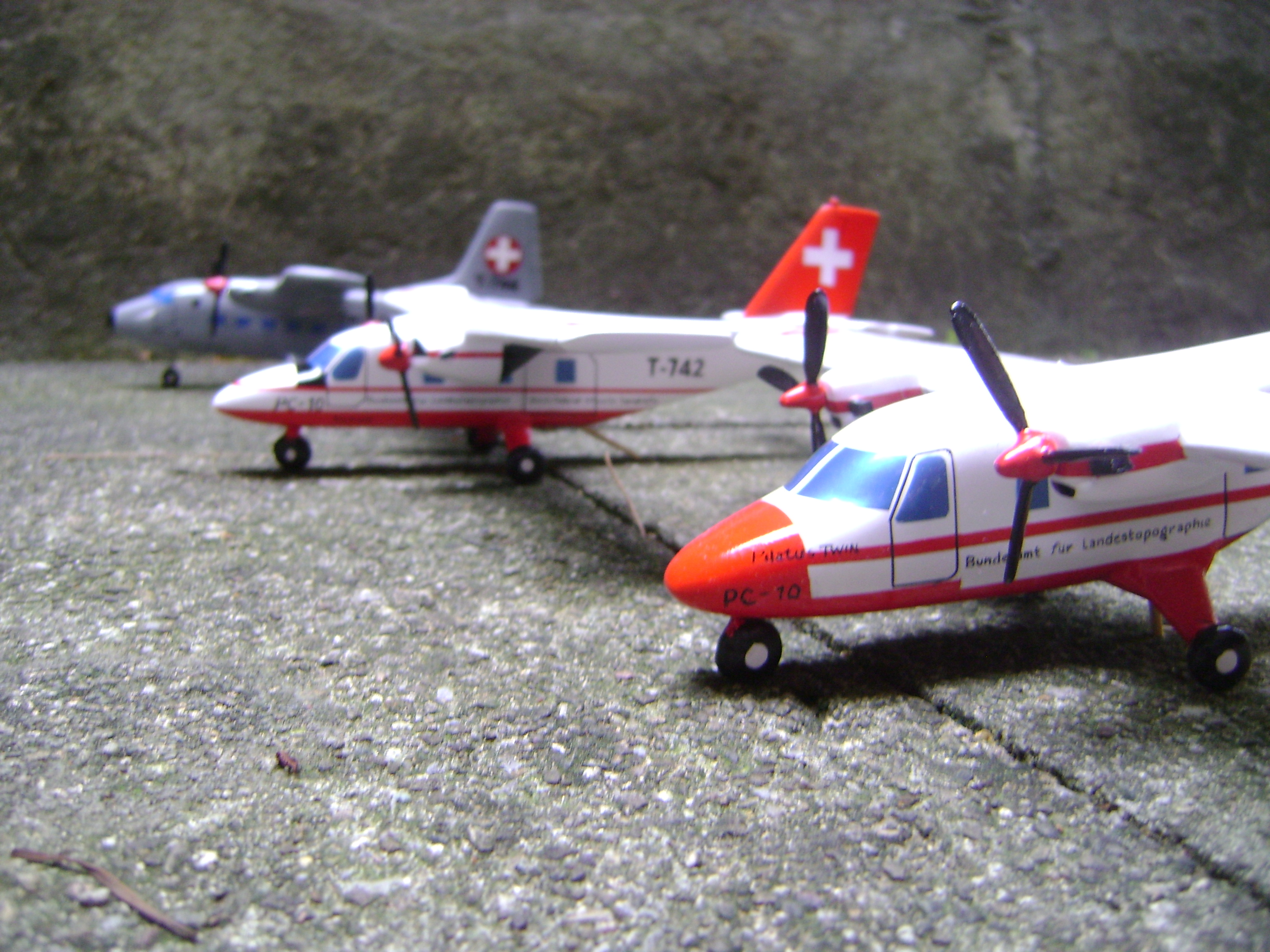
Pilatus PC-10
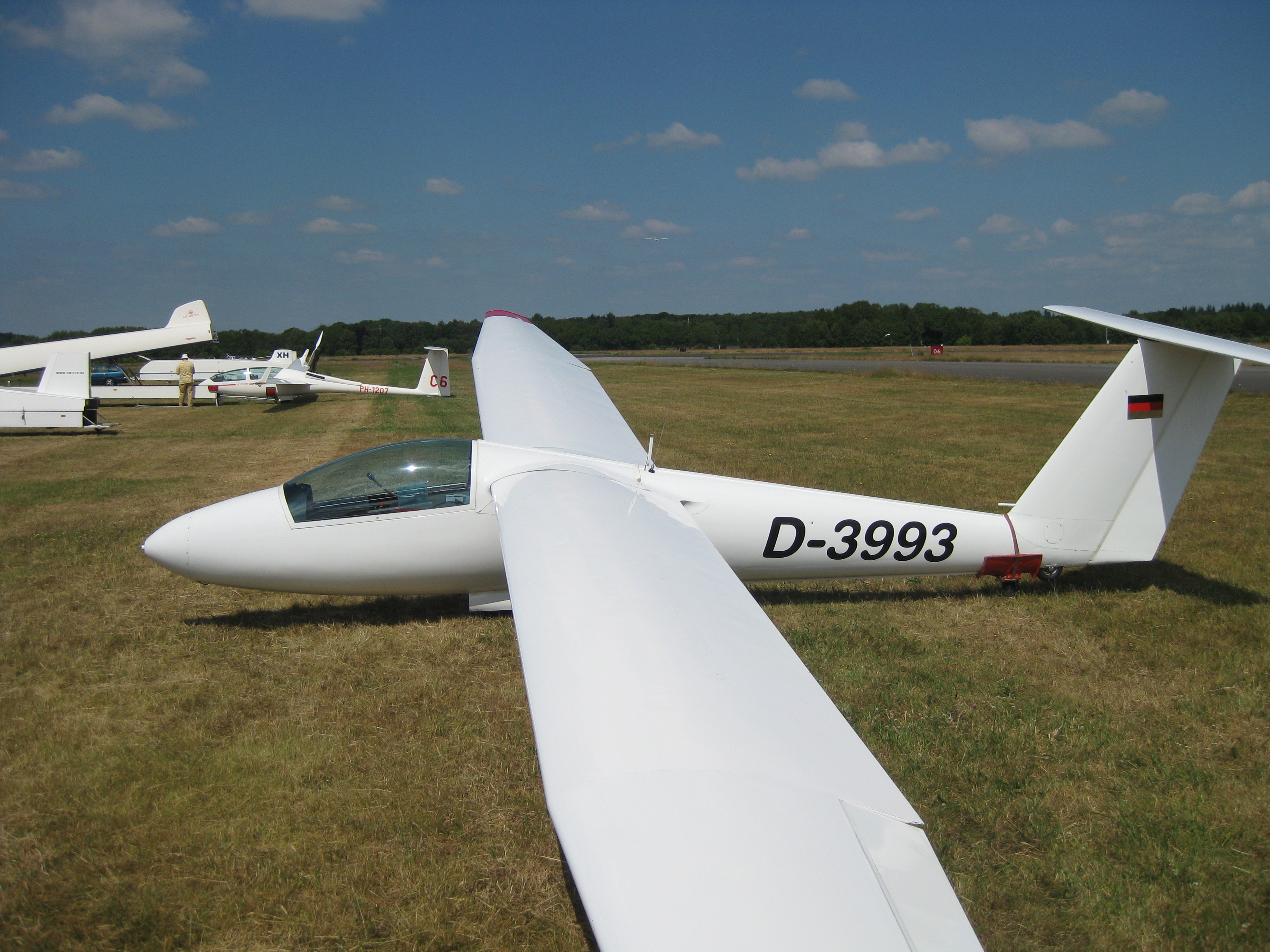
Pilatus PC-11 /B4
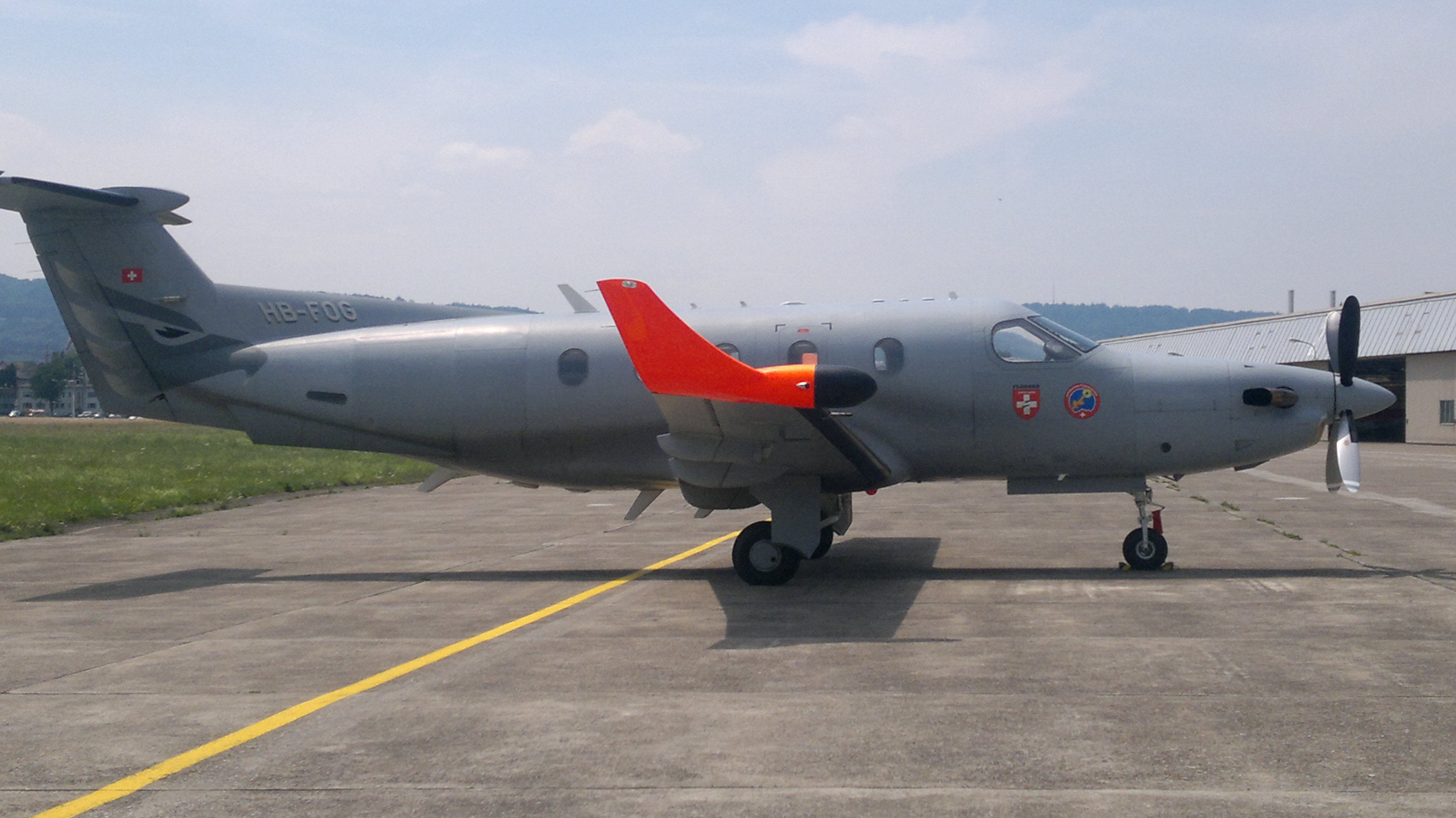
Pilatus PC-12
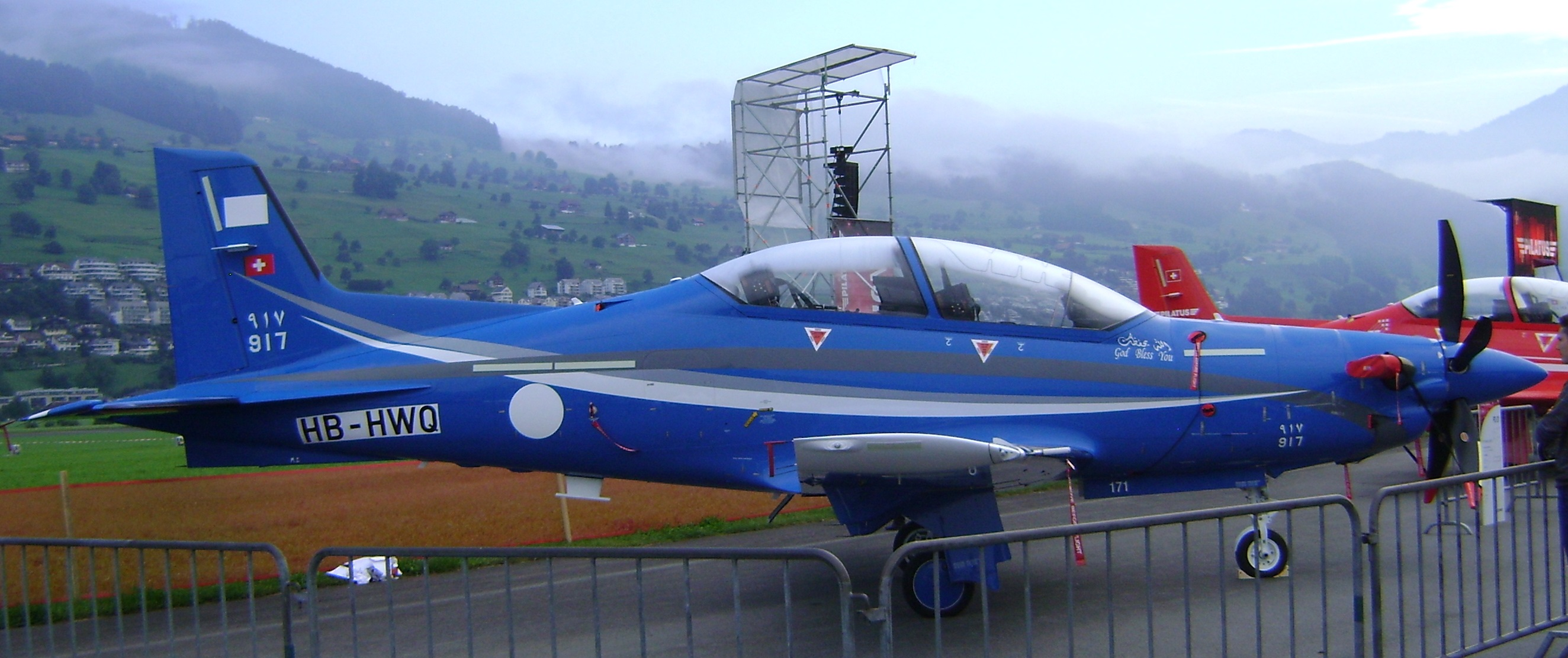
Pilatus PC-21
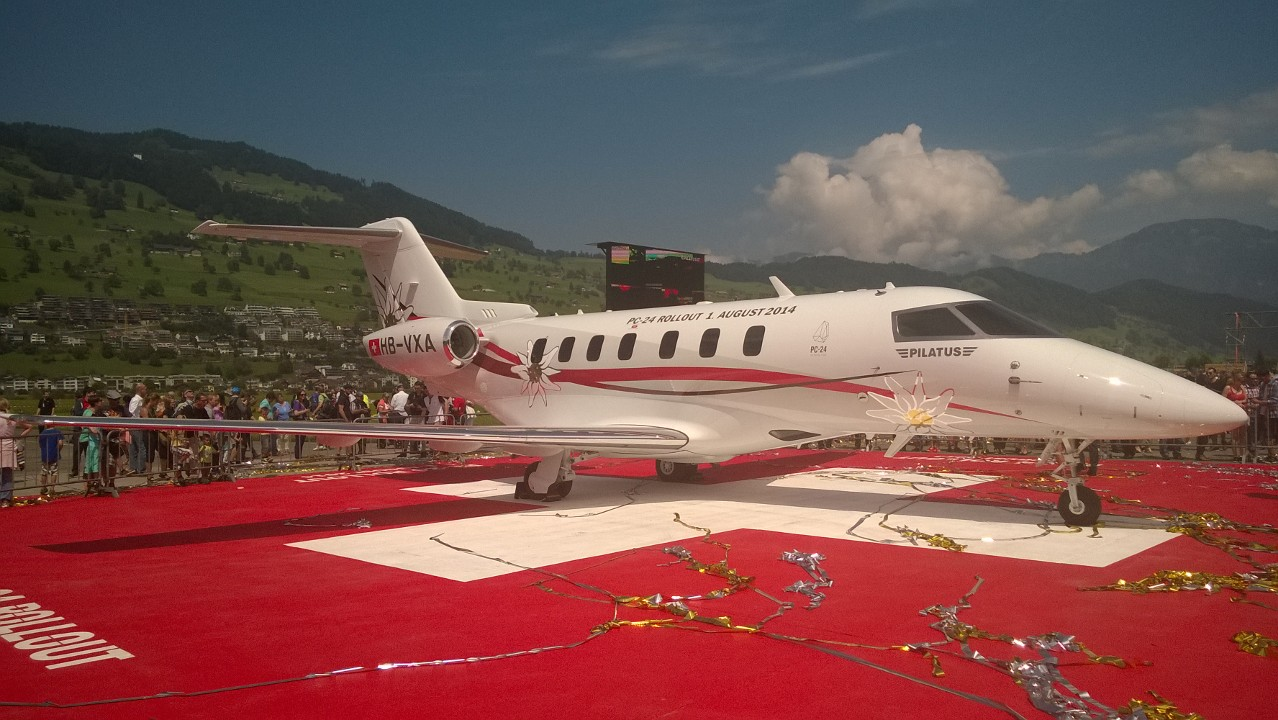
Pilatus PC-24